# Schlabendorf am See

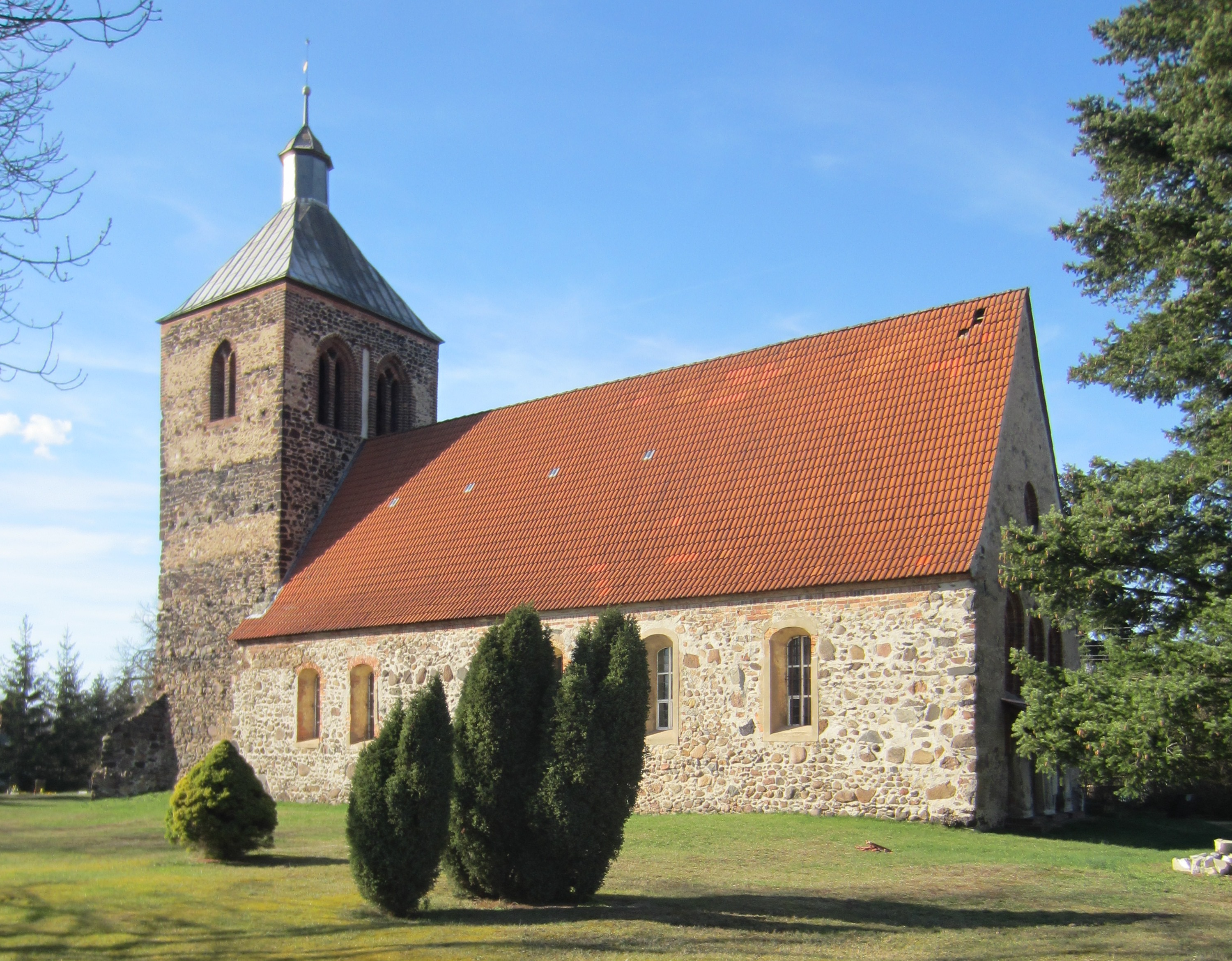
Dorfkirche Schlabendorf

Schlabendorf am See (bis 2010 Schlabendorf; niedersorbisch Chóžyšća) ist ein Ortsteil der Stadt Luckau im Landkreis Dahme-Spreewald in Brandenburg.

## Lage
Schlabendorf am See liegt in der Niederlausitz zwischen Luckau und Calau, nordöstlich des gleichnamigen Schlabendorfer Sees. Benachbarte Orte sind Egsdorf und Willmersdorf-Stöbritz im Norden, Zinnitz (zu Calau) im Südosten, Görlsdorf im Westen sowie dessen Gemeindeteil Garrenchen im Nordwesten.

## Geschichte

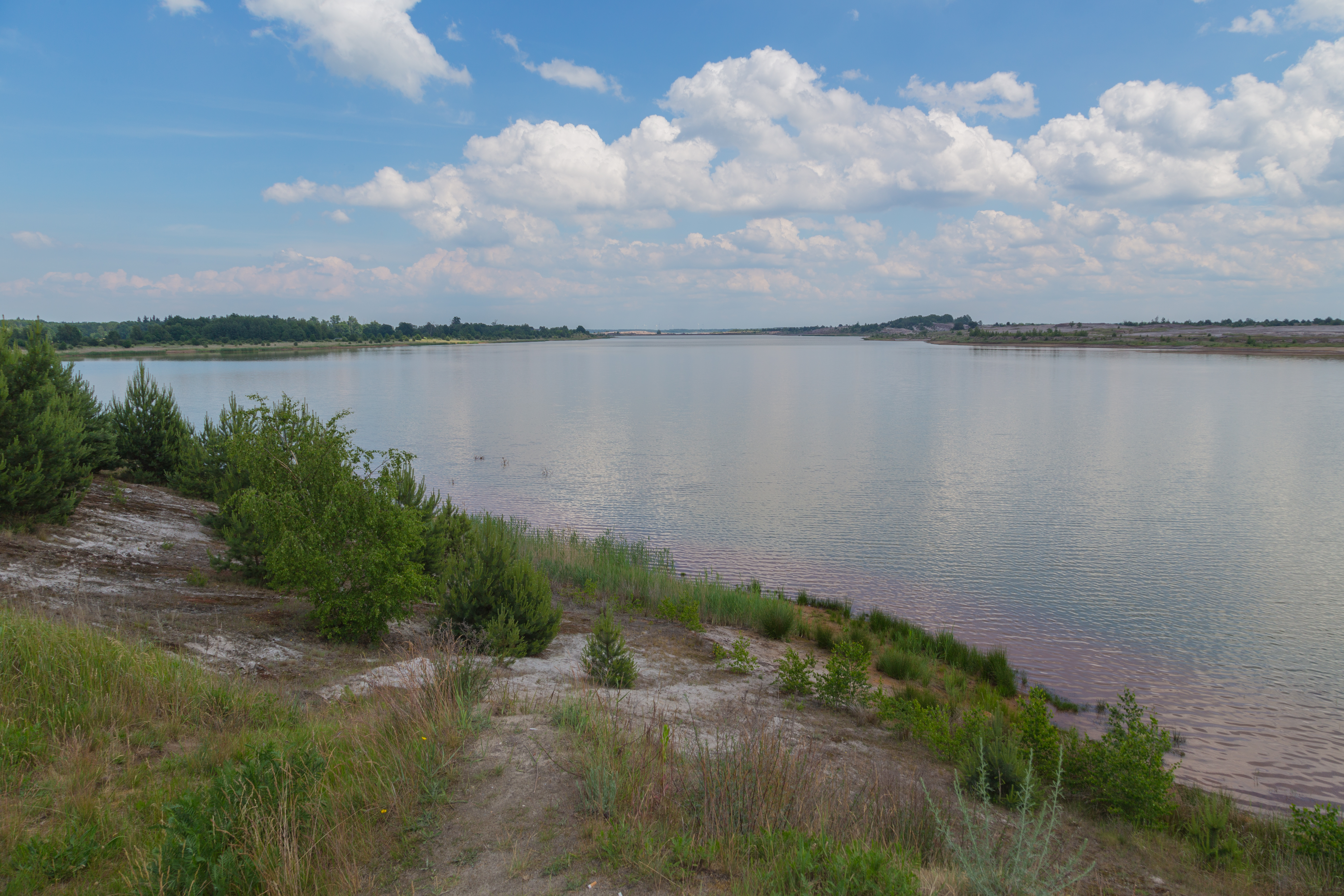
Schlabendorfer See

Im Jahr 1210 wurde Schlabendorf das erste Mal urkundlich erwähnt. Am 1. Juli 1950 wurde der inzwischen abgebaggerte Ort Presenchen nach Schlabendorf eingemeindet.
Seit 1960 gab es einen Baustopp für neue Gebäude, da Schlabendorf am See für den Tagebau Schlabendorf-Süd zur Devastierung vorgesehen war. Nach der Wende wurde jedoch die Stilllegung des Tagebaus beschlossen und die Überbaggerung abgewendet. Durch die Flutung des Tagebaurestlochs entstand danach der Schlabendorfer See
Am 26. Oktober 2003 wurde Schlabendorf im Zuge der Gemeindereform in Brandenburg nach Luckau eingemeindet. Im Jahr 2010 wurde der amtliche Name in „Schlabendorf am See“ geändert.

## Bevölkerungsentwicklung
| Jahr | Einwohner |
| ---- | --------- |
| 1875 | 435       |
| 1890 | 466       |
| 1910 | 494       |
| 1925 | 460       |
| 1933 | 435       |

| Jahr | Einwohner |
| ---- | --------- |
| 1939 | 439       |
| 1946 | 654       |
| 1950 | 748       |
| 1964 | 652       |
| 1971 | 587       |

| Jahr | Einwohner |
| ---- | --------- |
| 1981 | 439       |
| 1985 | 408       |
| 1989 | 314       |
| 1996 | 253       |
| 2002 | 305       |

| Jahr | Einwohner |
| ---- | --------- |
| 2014 | 258       |
| 2020 | 266       |

Quellen: Die detaillierten Quellen des Amtes für Statistik Berlin-Brandenburg und des brandenburgischen Landesamtes für Bauen und Verkehr sowie der Bertelsmann-Stiftung finden sich unter Population Projection Brandenburg in den  Wikimedia Commons

## Kultur und Sehenswürdigkeiten
Die Dorfkirche Schlabendorf gehört zu den Baudenkmalen der Stadt Luckau. Südlich des Ortes befand sich das Erholungs- und Freizeitzentrum Marina Schlabendorf am See in der Entwicklung, dieses musste 2013 aufgrund der Eisenhydroxidbelastung des Schlabendorfer Sees aufgegeben werden.

## Persönlichkeiten
- Theodor Schulze (1878–1926), Direktor des Anhaltischen Staatsarchivs in Zerbst